# GPRS Support Node
GPRS Support Node, förkortat GSN, är samlingsnamnet för telekommunikationsnoderna SGSN (Serving GSN) och GGSN (Gateway GSN) som förekommer i GPRS-nätverk. GSN-noderna är de delar av ett GPRS-nätverk som fungerar som televäxlar.
GSN-noderna använder protokollet GTP (GPRS Tunnelling Protocol), som har samma nätverksgränssnitt som domännamnssystemet.